# Ludwig Lichtheim
Ludwig Lichtheim (ur. 7 grudnia 1845 we Wrocławiu, zm. 13 stycznia 1928 w Bernie) – niemiecki lekarz, neurolog i psychiatra.

## Życiorys
Urodził się jako syn kupca we Wrocławiu. Uczył się najpierw w Maria-Magdalenen-Gymnasium w rodzinnym mieście, potem studiował medycynę na Uniwersytecie w Berlinie, Wrocławiu i w Zurychu. Studia ukończył w 1868 roku. Od 1869 do 1872 był asystentem Hermanna Leberta w klinice uniwersyteckiej we Wrocławiu. Od 1872 do 1873 pracował w klinice chirurgicznej w Halle u Richarda von Volkmanna. Od 1873 do 1877 ponownie we Wrocławiu, gdzie praktykował w tamtejszej poliklinice u Leberta i Antona Biermera. W 1876 roku habilitował się i został Privatdozentem na Uniwersytecie Wrocławskim, w 1877 roku został profesorem zwyczajnym w Jenie. W 1878 roku powołany na katedrę Uniwersytetu w Bernie. Od 1888 na Uniwersytecie w Królewcu.
W 1891 roku razem z Adolfem Strümpllem, Wilhelmem Erbem i Friedrichem Schultzem założył "Deutsche Zeitschrift für Nervenheilkunde".

## Dorobek naukowy
Lichtheim zajmował się szczególnie intensywnie zagadnieniem afazji. Opracował modele afazji i ogólny model funkcjonowania ludzkiego mózgu (niem. Lichtheim-Modell).

## Wybrane prace
- Ueber den Einfluss der Rückenmarksreizung auf die Gallensecretion. Diss. Berlin 1867
- Die Behandlung der pleuritischen Exsudate. Sammlung klinischer Vorträge (1872)
- Die Störungen des Lungenkreislaufs und ihr Einfluss auf den Blutdruck. Breslau, 1876
- Ueber den Verlauf eines Falles von Drainage der Peritonealhöhle. Jahresbericht der Schlesischen Gesellschaft für Vaterländische Cultur (1876)
- Über Hydrämie und hydrämisches Oedem[1]. (1877)
- Ueber Hydrämie und hvdrämisches Oedem. Jahresbericht der Schlesischen Gesellschaft für Vaterländische Cultur 54, ss. 240-242 (1877)
- Über apoplektische Bulbärparalyse. Deutsches Archiv für klinische Medicin 18
- Progressive Muskelatrophie ohne Erkrankung der Vorderhörner des Rückenmarks. Archiv für Psychiatrie und Nervenkrankheiten 8
- Versuche über Lungenatelektase[2]. (1878)
- Über periodische Hämoglobinurie. Sammlung klinischer Vorträge 134 (46), ss. 1147-1168 (1878)
- Resorcin als Antipyreticum. Correspondenz-Blatt für Schweizer Aerzte (1880)
- Die antipyretische Wirkung des Phenols. Breslauer aerztliche Zeitschrift (1881)
- Über pathogene Schimmelpilze. I. Die Asperillusmycosen. Berliner klinische Wochenschrift (1882)
- Über nucleäre Augenmuskellähmungen. Correspondenz-Blatt für Schweizer Aerzte (1882)
- Über Tuberkulose. Verhandlungen des Kongresses für innere Medizin (1883)
- Die diagnostische Verwerthung der Tuberkelbacillen. Fortschritte der Medicin, I, 1883
- Ueber Aphasie. Aus der medicinischen Klinik in Bern. Deutsches Archiv für klinische Medicin 36, ss. 204-268 (1885)
- Zur Kenntniss der perniciösen Anämie. Verhandlungen des Kongresses für innere Medizin (1887)
- Über intermittierenden Diabetes (alimentäre Glycosurie). Bern naturforschender Gesellschaft (1887)
- Die chronischen Herzmuskelerkrankungen und ihre Behandlung. Verhandlungen des Kongresses für innere Medizin (1888)
- Über eine neue Form progressiver Muskelatrophie. Schweizer Naturforscher Gesellschaft (1888)
- Zur Diagnose der Pankreasatrophie durch Steinbildung. Berliner klinische Wochenschrift (1894)
- Zur Diagnose der Meningitis. Berliner klinische Wochenschrift (1895)